# Durckheimia
Durckheimia is een geslacht van kreeftachtigen uit de klasse van de Malacostraca (hogere kreeftachtigen).

## Soorten
- Durckheimia caeca Bürger, 1895
- Durckheimia carinipes de Man, 1889
- Durckheimia lochi Ahyong & Brown, 2003